# Teresio Ferraroni

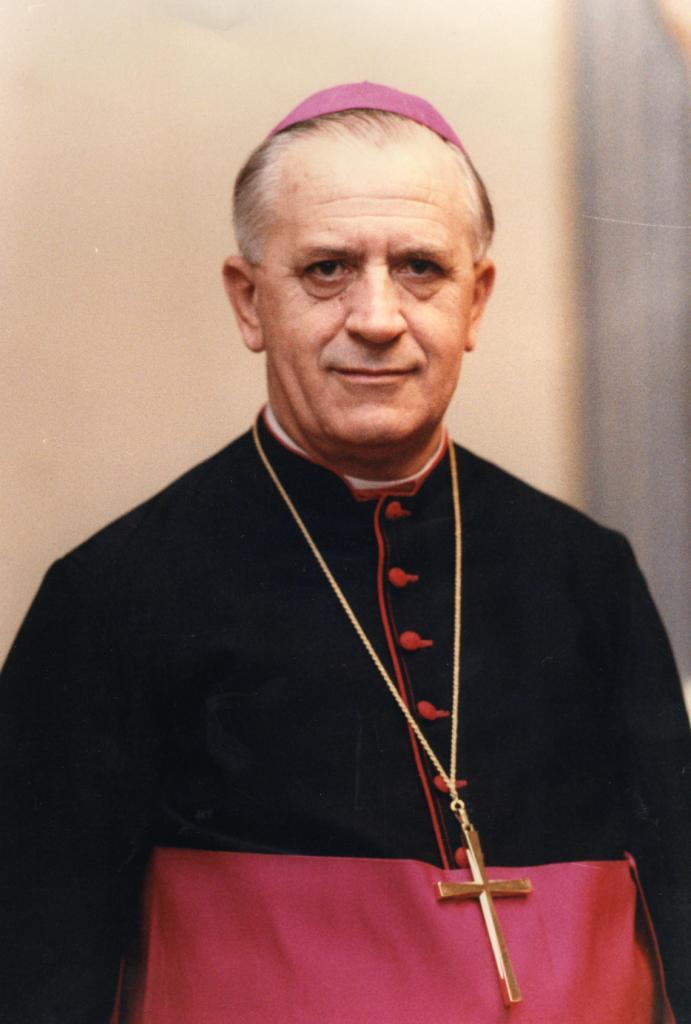
Bischof Teresio Ferraroni

Bischofswappen

Teresio Ferraroni (* 8. Dezember 1913 in Gaggiano, Provinz Mailand, Italien; † 4. September 2007 in Lecco, Lombardei) war von 1974 bis 1989 römisch-katholischer Bischof von Como.

## Leben
Teresio Ferraroni empfing die Priesterweihe am 6. Juni 1936 in Mailand. Er wurde von Papst Paul VI. 1965 zum Weihbischof im Erzbistum Mailand bestellt und zum Titularbischof von Gauriana ernannt. Die Bischofsweihe spendete ihm am 8. Januar 1967 Giovanni Kardinal Colombo.
1970 wurde er zum Koadjutorbischof von Felice Bonomini im Bistum Como ernannt. 1974 wurde er zum Bischof bestellt. Während seiner Amtszeit in Como wurde der Palazzo Vescovile, der Sitz des Bistums, restauriert. Er war Wiederbegründer des Priesterseminars in Muggiò. Seinem Rücktrittsgesuch im Jahre 1989 wurde durch Johannes Paul II. stattgegeben.
Ferraroni war während der Zeit des Zweiten Weltkriegs im Widerstand aktiv. Nach Ende des Krieges war er zusammen mit Achille Grandi wesentlicher Initiator beim Aufbau der ACLI Associazioni Cristiane Lavoratori Italiani.